# Nilgiri álszajkó
A nilgiri álszajkó (Trochalopteron cachinnans) a madarak osztályának verébalakúak (Passeriformes) rendjébe és a Leiothrichidae családjába tartozó faj.

## Rendszerezése
A fajt Thomas C. Jerdon brit ornitológus írta le 1839-ben, a Crateropus nembe Crateropus cachinnaus néven. Egyes szervezetek a Montecincla nembe sorolják Montecincla cachinnans néven.

## Alfajai
- Trochalopteron cachinnans cachinnans (Jerdon, 1839)
- Trochalopteron cachinnans jerdoni (Blyth, 1851)[1]

## Előfordulása
India déli részén a Nilgiri-hegységben honos. A természetes élőhelye szubtrópusi és trópusi hegyi esőerdők és magaslati cserjések, valamint ültetvények és vidéki kertek. Állandó, nem vonuló faj.

## Megjelenése
Testhossza 20,5 centiméter.

## Életmódja
Gerinctelenekkel, nektárral, virágokkal, gyümölcsökkel és bogyókkal táplálkozik.

## Természetvédelmi helyzete
Az elterjedési területe nagyon kicsi és széttöredezett, egyedszáma tízezer alatti és csökken. A Természetvédelmi Világszövetség Vörös listáján veszélyeztetett fajként szerepel.